# Finale de la Coupe des clubs champions européens 1961-1962
La finale de la Coupe des clubs champions européens 1961-1962 voit le Benfica Lisbonne s'imposer sur le score de 5 buts à 3 contre le Real Madrid et gagner pour la deuxième fois consécutive le trophée.

## Parcours des finalistes
Note : dans les résultats ci-dessous, le score du finaliste est toujours donné en premier (D : domicile ; E : extérieur).
| SL Benfica                          | SL Benfica                          | SL Benfica                          | SL Benfica                          |                     | Real Madrid       | Real Madrid | Real Madrid | Real Madrid | Real Madrid |
| ----------------------------------- | ----------------------------------- | ----------------------------------- | ----------------------------------- | ------------------- | ----------------- | ----------- | ----------- | ----------- | ----------- |
| Adversaire                          | Total                               | Aller                               | Retour                              | Tour                | Adversaire        | Total       | Aller       | Retour      | Appui       |
| Exempté en tant que tenant du titre | Exempté en tant que tenant du titre | Exempté en tant que tenant du titre | Exempté en tant que tenant du titre | Préliminaire        | Vasas SC          | 5 - 1       | 2 - 0 (E)   | 3 - 1 (D)   |             |
| Austria Vienne                      | 6 - 2                               | 1 - 1 (E)                           | 5 - 1 (D)                           | Huitièmes de finale | B 1913 Odense     | 12 - 0      | 3 - 0 (E)   | 9 - 0 (D)   |             |
| FC Nuremberg                        | 7 - 3                               | 1 - 3 (E)                           | 6 - 0 (D)                           | Quarts de finale    | Juventus FC       | 4 - 2       | 1 - 0 (E)   | 0 - 1 (D)   | 3 - 1       |
| Tottenham Hotspur                   | 4 - 3                               | 3 - 1 (D)                           | 1 - 2 (E)                           | Demi-finales        | Standard de Liège | 6 - 0       | 4 - 0 (D)   | 2 - 0 (E)   |             |

## Feuille de match
| 2 mai 1962  | Benfica                                                     | 5 – 3   | Real Madrid        | Stade olympique, Amsterdam                |                                           |
| 19 h 30 CET | Águas 25e · Cavém 33e · Coluna 50e · Eusébio 64e (pen.) 69e | (2 – 3) | 18e 23e 39e Puskás | Spectateurs : 61 257 Arbitrage : Leo Horn | Spectateurs : 61 257 Arbitrage : Leo Horn |
| 19 h 30 CET | Rapport                                                     |         |                    | Spectateurs : 61 257 Arbitrage : Leo Horn | Spectateurs : 61 257 Arbitrage : Leo Horn |

| Benfica | Real Madrid |

| G             | 1  | Alberto da Costa Pereira |
| D             | 2  | Mário João               |
| D             | 3  | Germano                  |
| D             | 4  | Ângelo                   |
| M             | 5  | Domiciano Cavém          |
| M             | 6  | Fernando Cruz            |
| A             | 7  | José Augusto             |
| A             | 8  | Eusébio                  |
| A             | 9  | José Águas               |
| M             | 10 | Mário Coluna             |
| A             | 11 | António Simões           |
| Entraineur :  |    |                          |
| Béla Guttmann |    |                          |

| G            | 1  | José Araquistáin   |
| D            | 2  | Pedro Casado       |
| D            | 3  | Vicente Miera      |
| D            | 4  | Felo               |
| D            | 5  | José Santamaría    |
| M            | 6  | Pachín             |
| M            | 7  | Justo Tejada       |
| M            | 8  | Luis del Sol       |
| M            | 9  | Alfredo Di Stéfano |
| A            | 10 | Ferenc Puskás      |
| A            | 11 | Francisco Gento    |
| Entraineur : |    |                    |
| Miguel Muñoz |    |                    |